# Norrbottens Järnverk

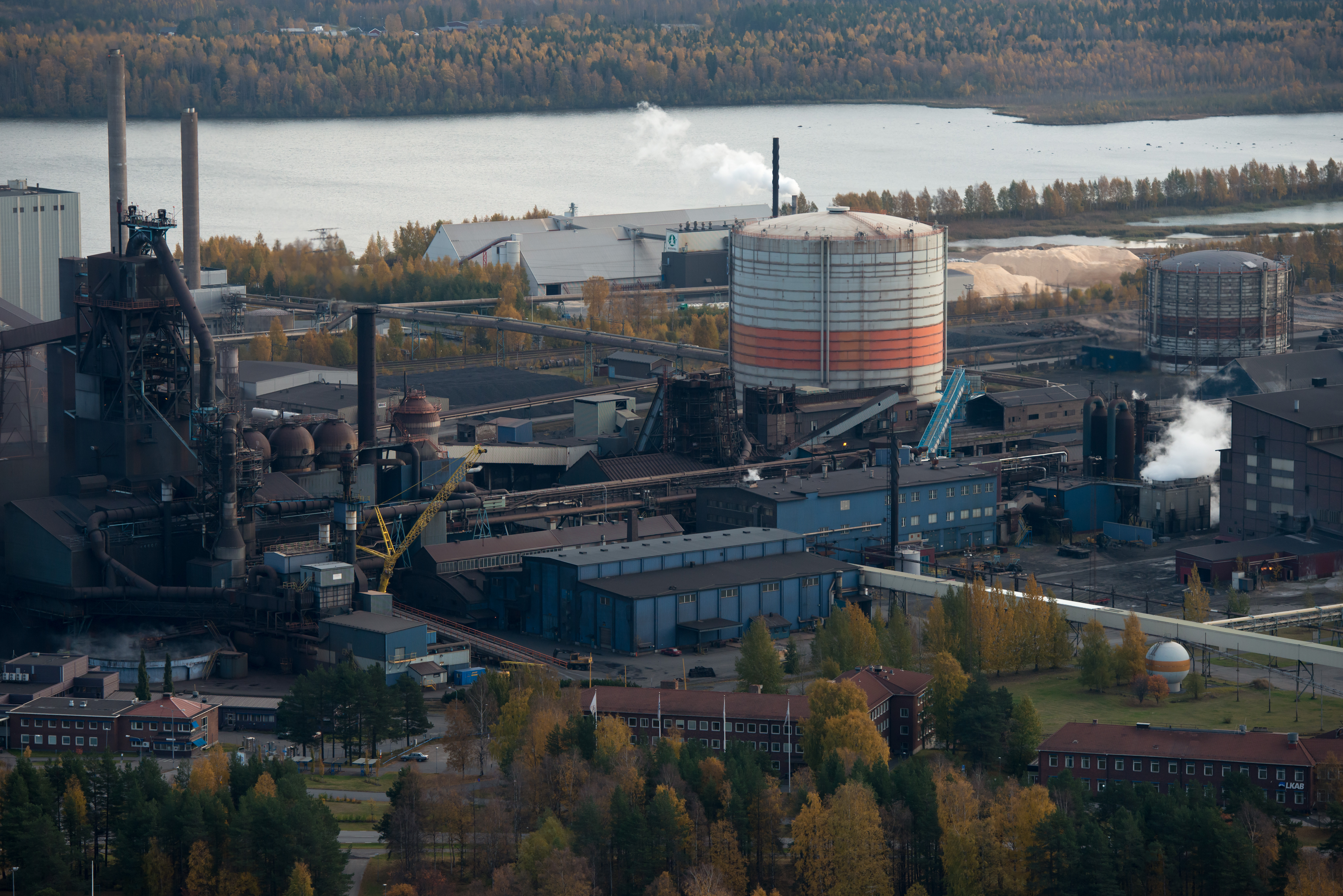
Masugn 3 till vänster och gasklockan i mitten vid SSAB i Luleå.

Norrbottens Järnverk AB, NJA, Luleå, tidigare statligt stålföretag, bildat 1940. Verksamheten överfördes 1978 till det då nybildade SSAB.
NJA i Luleå omfattade bland annat järn- och stålverk med koksmasugn, elektriska tackjärns- och stålugnar, kaldoverk, valsverk, thomasverk, hamnanläggningar. Bandvalsverket i Luleå ansågs 1963 vara Europas modernaste. Samma år var NJA också Sveriges näst största stålproducent med en årsproduktion på 400 000 ton och svarade för 30 % av landets export av valsade stålprodukter. I slutet av 1970-talet var dock företaget ständigt förlustdrabbat och stålverket i Luleå förhållandevis omodernt. Efter riksdagsbeslut bestämdes att NJA, Domnarvets Jernverk och Oxelösunds Järnverks AB, alla tre med stora lönsamhetsproblem, skulle samordnas i ett företag: Svenskt Stål AB. 1 januari 1978 var omstruktureringen klar, och NJA:s tid som självständigt bolag var över.
1947 hade NJA 225 arbetare. Vid mitten av 1951 hade företaget cirka 1 550 anställda, varav 1 250 var arbetare. Utöver det fanns 600 byggnadsarbetare kopplat till NJA men anställda i utomstående företag.
1942 köpte Norrbottens Järnverk AB Stora Uttervik mangangruva. Brytning av mangan skedde från 1944 till 1953, och avslutades på grund av att manganhalten i den brutna malmen var för låg och lönsamheten inte var hög nog.

## Verkställande direktörer
- Bertil Åström, 1940-1950[4]
- Hilding Johansson, 1950-?[4]
- John Olof Edström, 1970-1976
- Björn Wahlström, 1976-?[5]